# Jasper Hanebuth
 (août 2022).

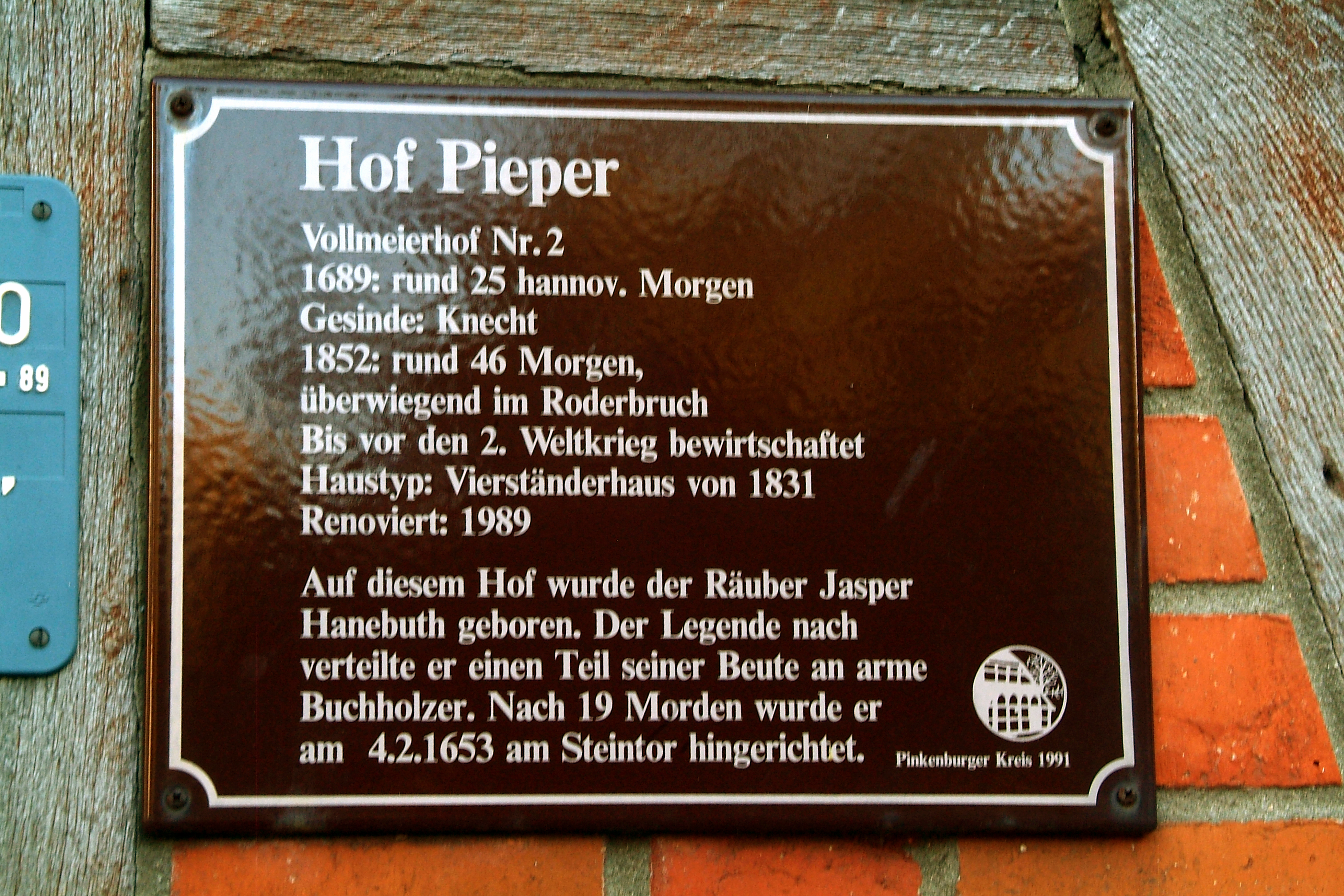
Panneau informatif du quartier Pinkenburger sur le lieu de naissance de Hanebuth.

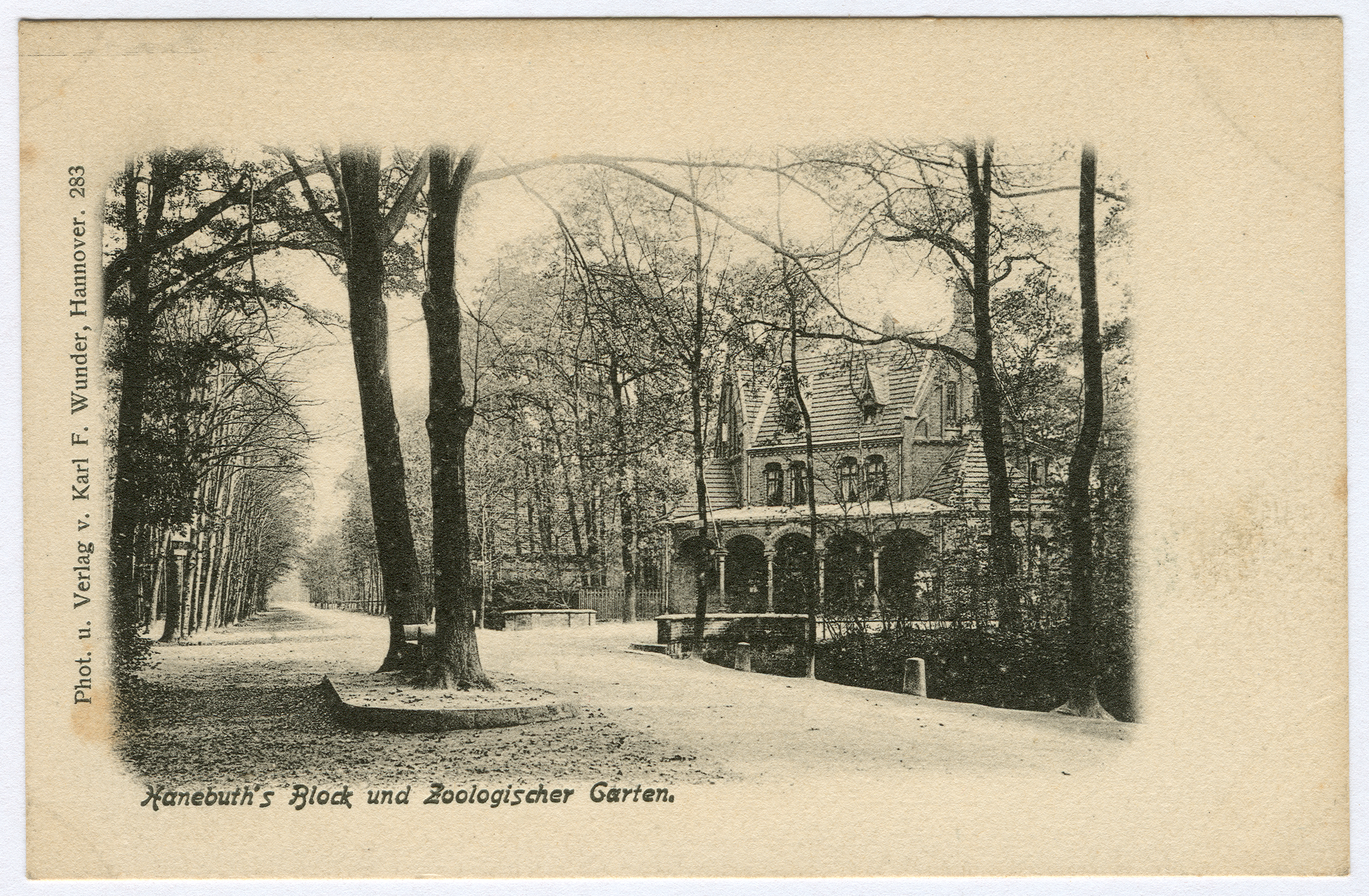
"Hanebuth's Block" au jardin zoologique, carte postale numéro "283", vers 1898 par Karl F. Wunder.

Jasper Hanebuth, baptisé le 8 février 1607 à Groß-Buchholz près de Hanovre et mort le 4 février 1653 à Hanovre, est un mercenaire de la guerre de Trente Ans ainsi qu'un brigand et un meurtrier.

## Biographie
Jasper Hanebuth naît au Hof Pieper, un bâtiment à colombages situé au n°72 du Groß-Buchholzer Kirchweg, reconstruit après un ouragan en 1831 et maintenant un bâtiment classé. Il est fils de Hans Hanebuth, un paysan indépendant influent de Groß-Buchholz.
Jasper Hanebuth est mercenaire pour la Suède pendant la guerre de Trente Ans. Pendant le conflit, il acquiert la citoyenneté de Hanovre, mais la perd rapidement pour ne pas avoir payé ses dettes fiscales.
Par la suite, il devient brigand, principalement dans l'Eilenriede, une zone boisée située près de l'emplacement de l'actuel zoo de Hanovre. Il commet parfois ses vols avec d'autres, dont Hans Stille, Caspar Reusche et Hänschen von Rode, un descendant d'une vieille famille patricienne hanovrienne. Il tire souvent de loin sur ses victimes, sans même savoir si elle ont de l'argent sur elles.
Il est dépeint comme un homme brutal aux crises de colère redoutables, et est considéré comme un exemple de la violence quotidienne et des mœurs sauvages qui règnent après la guerre de Trente Ans.
Hanebuth travaille ensuite comme marchand de chevaux jusqu'à ce qu'il soit signalé pour le vol d'un cheval et incarcéra le 14 novembre 1652. Il avoue alors dix vols et 19 meurtres. Malgré des menaces répétées de torture dans la cave de l'ancienne mairie par la justice seigneuriale du lieu, ses aveux soulèvent des doutes. Après presque un an de prison, le tribunal de Haute Justice le condamne en février 1653 à « être jugé par la roue en lui écrasant les membres de la vie à la mort ».
Le 4 février 1653, le brigand Hanebuth est exécuté en subissant le supplice de la roue devant la porte de la ville Steintor.
Hanebuth est toujours présent dans la mémoire des Hanovriens aujourd'hui. Cependant, un certain nombre de légendes autour du brigand ne peuvent être confirmées par des sources historiques ; ainsi, il aurait tendu une corde en travers d'une route forestière, reliée à une cloche afin qu'elle sonne au passage des marchands. Il n'avait pas non plus de maison dans un repaire de brigands de l'Eilenriede. De même, il n'est pas prouvé qu'il ait soutenu les pauvres du village voisin de Gross-Buchholz avec son butin.